# Вытегра (аэропорт)
Аэропо́рт Вытегра — аэропорт в городе Вытегре в Вологодской области.
Аэродром (посадочная площадка) способен принимать воздушных судов взлетной массой до 17,5 тонн (Як-40, Ан—28, Ан—2 и другие), вертолеты всех типов.
Аэродром построен в 1930-х гг.
С 1933 г. действовали перевозки почты и пассажиров на самолетах У-2 по маршруту Ленинград — Лодейное Поле — Подпорожье — Вознесенье — Вытегра. Первым начальником воздушной линии был Евгений Борисенко.
С 1 июля 1934 г. был открыт регулярный рейс из Вытегры на Ленинград.
В 1938 г. открыта линия Лодейное Поле — Вытегра, в 1939 г. линия Вознесенье — Вытегра.
Во время Великой Отечественной войны на нем базировалась военная авиационные подразделения, принимавшие участие в боевых действиях.
В послевоенное время использовался Вологодским авиапредприятием.
В 1960—1980-е гг. осуществлялись рейсы на Вологду, Ленинград (Смольное), Петрозаводск, Вознесенье, Шолу, Белозерск, Череповец.
Последний регулярный пассажирский рейс Вытегра-Вологда осуществлен в 2008 г. С 2010 г. аэропорт не функционировал.
27 августа 2016 г. аэропорт был открыт вновь после реконструкции, выведен из Государственного реестра гражданских аэродромов и передан в ведение Арктического спасательного учебно-научного центра «Вытегра» МЧС России. ВПП аэропорта в Вытегре является областной собственностью. В Вытегре базируется санитарная авиация МЧС России.
15 июля 2017 года на аэродроме МЧС России г. Вытегры прошел VI Форум МЧС России и общественных организаций «Общество за безопасность».